# Encounter with Tiber
Encounter With Tiber (Întâlnire cu Tibru; ISBN: 0-340-62451-5) este un roman științifico-fantastic din 1996 scris de fostul astronaut Buzz Aldrin și de scriitorul de literatură științifico-fantastică John Barnes. Un titlu de lucru, folosit pe unele coperți ale ediției britanice, a fost The Tides of Tiber.

## Rezumat
Se găsesc dovezi ale unei specii extraterestre inteligente care a vizitat Pământul cu mult timp în urmă și a lăsat o enciclopedie cu cunoștințele colectate despre cultura lor. Povestea este spusă din punctul de vedere al unui istoric uman aflat pe o navă stelară în drum spre Alpha Centauri (steaua de origine a extratereștrilor) care folosește timpul de tranzit pentru a traduce două cărți extraterestre și pentru a scrie o istorie a modului în care oamenii au avut acces la cunoștințele extratereștrilor.
Acum 9000 de ani, societatea extraterestră din sistemul Alpha Centauri era sub amenințarea bombardamentelor cosmice. Singura lor speranță de a supraviețui era să exploreze și să colonizeze spațiul din apropiere. Pe Pământul secolului al XXI-lea, astronauții găsesc artefacte lăsate de această civilizație și se întreabă cine au fost.
Naratorul este un istoric care face parte dintr-o misiune spre sistemul Alpha Centauri, sistemul de origine al extratereștrilor. Deoarece toți membrii echipajului au fost nevoiți să se ocupe de mai multe proiecte la care să lucreze, din cauza naturii lungi de decenii a misiunii, ea își petrece timpul scriind biografii ale mai multor membri ai familiei care au fost strâns implicați în strângerea cunoștințelor extratereștrilor. Pentru un alt proiect, ea traduce două autobiografii ale extratereștrilor care au vizitat Sistemul Solar cu peste 9000 de ani în urmă.